# Caligus pomacentrus
Caligus pomacentrus is een eenoogkreeftjessoort uit de familie van de Caligidae. De wetenschappelijke naam van de soort is voor het eerst geldig gepubliceerd in 1991 door Cressey.